# Municipio de Griggsville
El municipio de Griggsville (en inglés: Griggsville Township) es un municipio ubicado en el condado de Pike en el estado estadounidense de Illinois. En el año 2010 tenía una población de 1430 habitantes y una densidad poblacional de 14,67 personas por km².

## Geografía
El municipio de Griggsville se encuentra ubicado en las coordenadas 39°42′30″N 90°44′32″O / 39.70833, -90.74222. Según la Oficina del Censo de los Estados Unidos, el municipio tiene una superficie total de 97.49 km², de la cual 97,49 km² corresponden a tierra firme y (0 %) 0 km² es agua.

## Demografía
Según el censo de 2010, había 1430 personas residiendo en el municipio de Griggsville. La densidad de población era de 14,67 hab./km². De los 1430 habitantes, el municipio de Griggsville estaba compuesto por el 99,02 % blancos, el 0,07 % eran afroamericanos, el 0,35 % eran de otras razas y el 0,56 % eran de una mezcla de razas. Del total de la población el 1,12 % eran hispanos o latinos de cualquier raza.